# Quiríaco de Óstia
Quiríaco (em latim: Quiriacus) foi um bispo, citado nos Atos de Áurea de Óstia, que foi martirizado a mando do vigário Úlpio Rômulo. É citada apenas nos Atos e, diante da dúvida sobre a veracidade das informações contidas na obra, pensa-se que talvez não tenha existido. Seja como for, a narrativa de passa no reinado do imperador Cláudio II (r. 268–270). Após sua morte por decapitação, seu corpo foi jogado no mar, a mando de Úlpio, mas Eusébio o resgatou e sepultou numa necrópole da Via Ostiense junto com os corpos do diácono Arquelau e do presbítero Máximo.

## Vida
Quiríaco era um bispo que vivia em Óstia junto do diácono Arquelau, do presbítero Máximo e Áurea. Certo dia, quando Máximo convenceu 16 soldados romanos a se converterem, Quiríaco os ungiu e ensinou a fé. No mesmo lugar, havia um sapateiro, cujo filho de 10 anos Faustino havia falecido. Ele estava lamentando a morte de seu filho, quando Quiríaco, Máximo e Áurea passaram. Depois de Máximo convencê-lo a se converter, ele levou-o com Quiríaco para perto do falecido e Quiríaco disse: "Senhor Jesus Cristo, que considerou digno tomar a forma de um escravo, para que você pudesse nos libertar da servidão ao diabo, que considerou digno ressuscitar Lázaro, já fedendo, dos mortos, e retornou a uma viúva seu único filho! Conceda sua compaixão a este seu servo, para que ele possa experimentar o Deus vivo, o verdadeiro Deus, nosso Criador, em sua própria regeneração, para você governar por toda a eternidade." Mais adiante, o vigário Úlpio Rômulo ordenou que Máximo, Arquelau e Quiríaco fossem mortos com os soldados que converteram. Foram todos decapitados perto do arco (de Caracala) em frente ao teatro e Úlpio ordenou que seus corpos fossem jogados no mar. Eusébio recolheu os corpos, escondendo-os perto da costa marítima, nos campos, e enterrando-os perto de Roma, na necrópole da Via Ostiense.